# Palazzo Tomaso Spinola
Il palazzo Tomaso Spinola, detto anche Palazzo Spinola Pessagno, è un edificio storico italiano, sito in salita di Santa Caterina 3, nel centro storico di Genova. È uno dei Palazzi dei Rolli designati, al tempo della Repubblica di Genova, a ospitare gli ospiti di alto rango per conto del governo, durante le visite di stato.
L'edificio è fra i 42 palazzi dei rolli selezionati e dichiarati Patrimonio dell'umanità dall'UNESCO il 13 luglio 2006.
Dal 1947 sottoposto a vincolo di tutela da parte della soprintendenza.

## Storia
Situato tra l'antica piazza degli Spinola di Luccoli e quella Della Rovere, fu costruito su progetto dell'autore dei più inediti palazzi del manierismo genovese, Giovan Battista Castello, detto il Bergamasco, tra il 1558 e il 1561 per Tommaso Spinola, che conservò il palazzo solo per pochi anni, cedendolo nel 1574 a Luca Negrone.
Fu inserito nel terzo bussolo del Rollo 1664.
Annoverato nel XVIII secolo tra le proprietà della famiglia Pessagno, che lo possiede ancora alla fine del XIX secolo, il palazzo è destinato ad abitazione privata.

## Descrizione

### Esterni

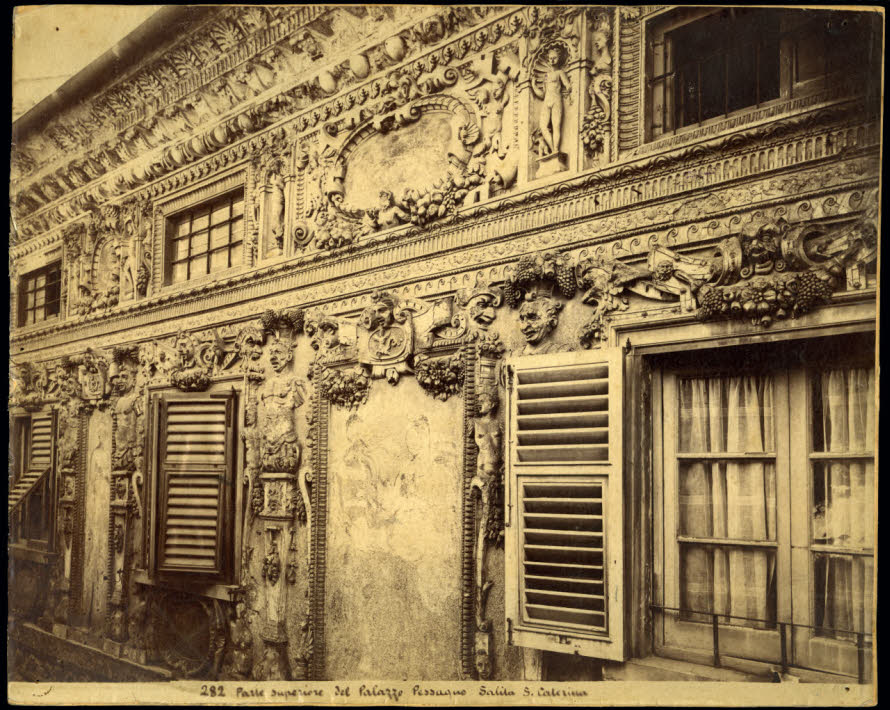
Parte superiore del palazzo, in una foto, precedente al 1892, delle decorazioni attribuite a Andrea de' Carona, XVI secolo

La "cifra" del Bergamasco, di piena osservanza manierista, si legge nel finissimo ed originale disegno del portale riccamente elaborato con erme femminili incastonate in una decorazione a vari motivi architettonici, reggenti un timpano spezzato a volute spiraliformi, eseguito in marmo bianco dagli scultori Giacomo Ponzello e Pompeo Bianchi (1560). Ciò che tuttavia colpisce maggiormente dell'opera decorativa del bergamasco, è la decorazione a rilievo della facciata, dalla quadratura fantasiosa ad affresco e stucco, analoga a quella negli stessi anni eseguita dal Bergamasco nel palazzo Gio. Vincenzo Imperiale di Campetto - costruito tra il 1555 e il 1560 - e in palazzo Nicolosio Lomellini di Strada Nuova (1558).

Già l'Alzieri nella sua Guida ottocentesca di Genova notava come la facciata fosse 
(Federico Alizeri, Guida artistica per la città di Genova, 1847)
 In contrasto con la difficoltà di osservarla, la decorazione dei piani alti dell'edificio si mostra di straordinaria elaboratezza ed eccezionale complessità, in un sovrapporsi di esseri fantastici, maschere mostruose, erme a figura di armati e divinità planetarie, figure che uniscono zampe artigliate, code di pesce, ali di uccello e volti femminili, con evidenti riferimenti magici e alchemici estratti dall'ermetismo rinascimentale.

### Interni
L'atrio è accessibile mentre dal triforio, chiuso con vetrate, si vede soltanto una parte della scala.
L'interno è riccamente affrescato dall'atrio ai salotti del secondo piano (Eroe in Parnaso di Luca Cambiaso e un soggetto analogo incertamente attribuito ad Andrea Semino); nell'atrio in particolare è un affresco con Andromeda ignuda esposta al mostro e, nella volta sopra l'ingresso della scala, Andromeda che accoglie Perseo liberatore.

## Galleria d'immagini

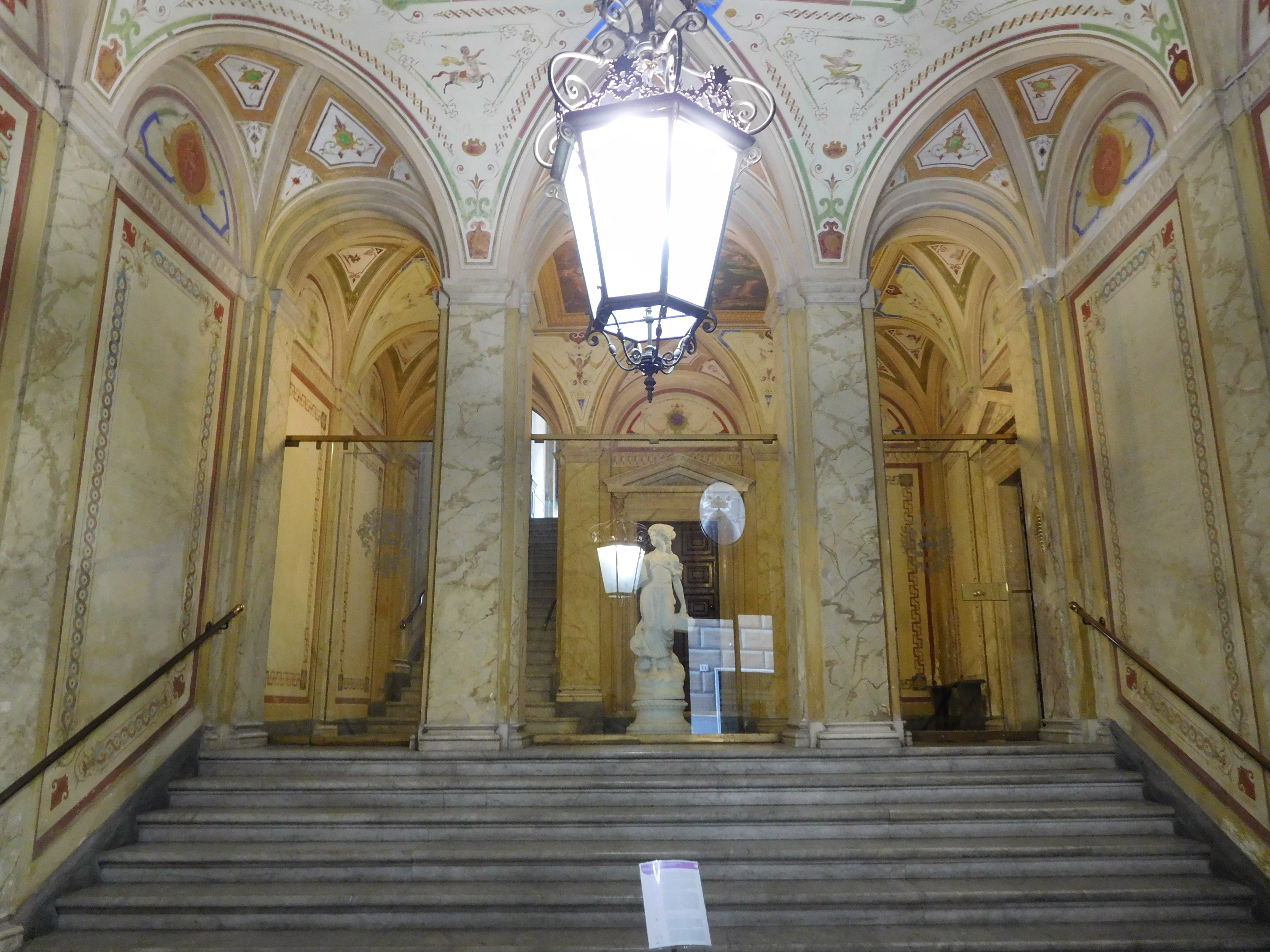
Atrio
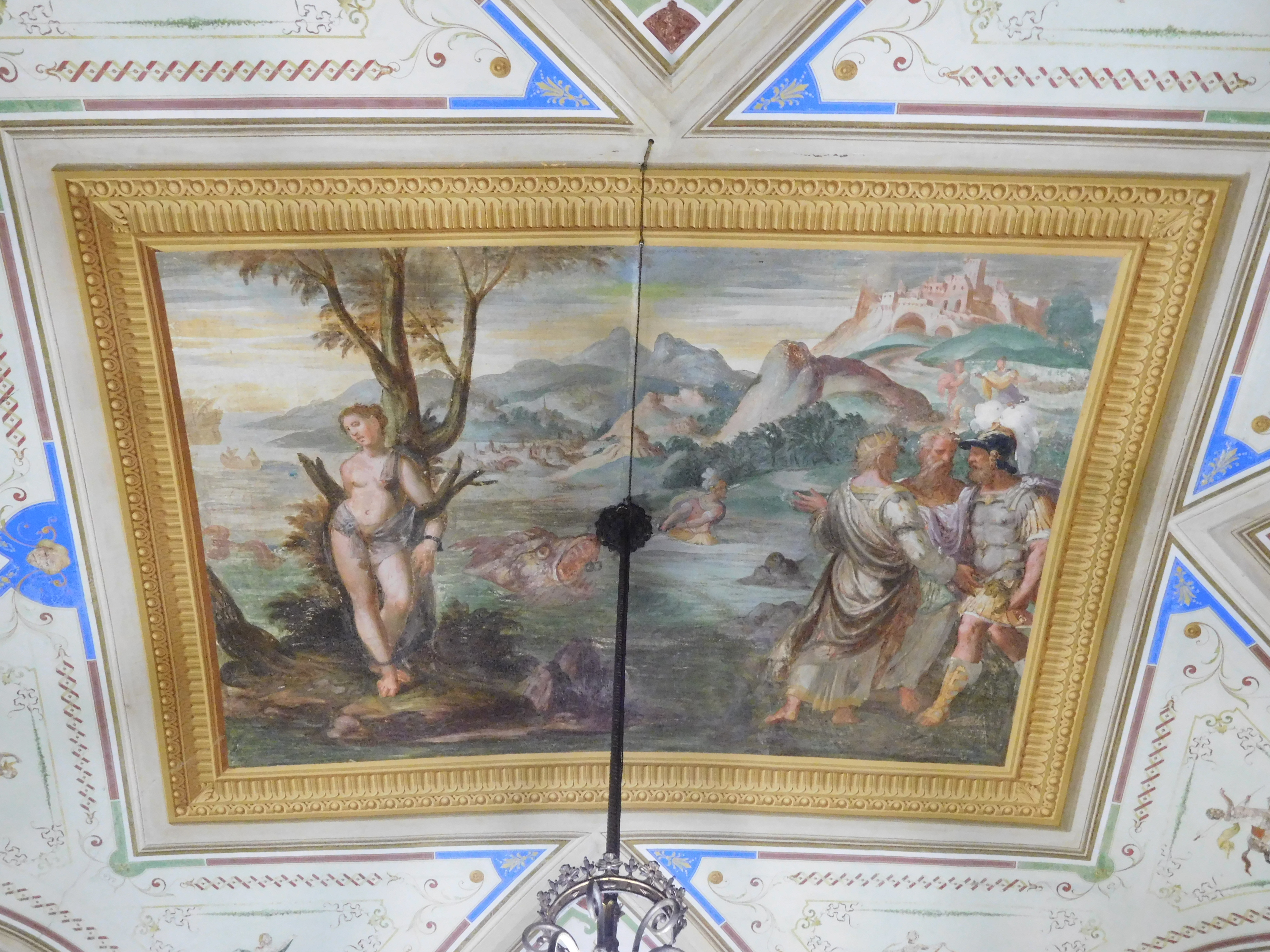
Perseo e Andromeda
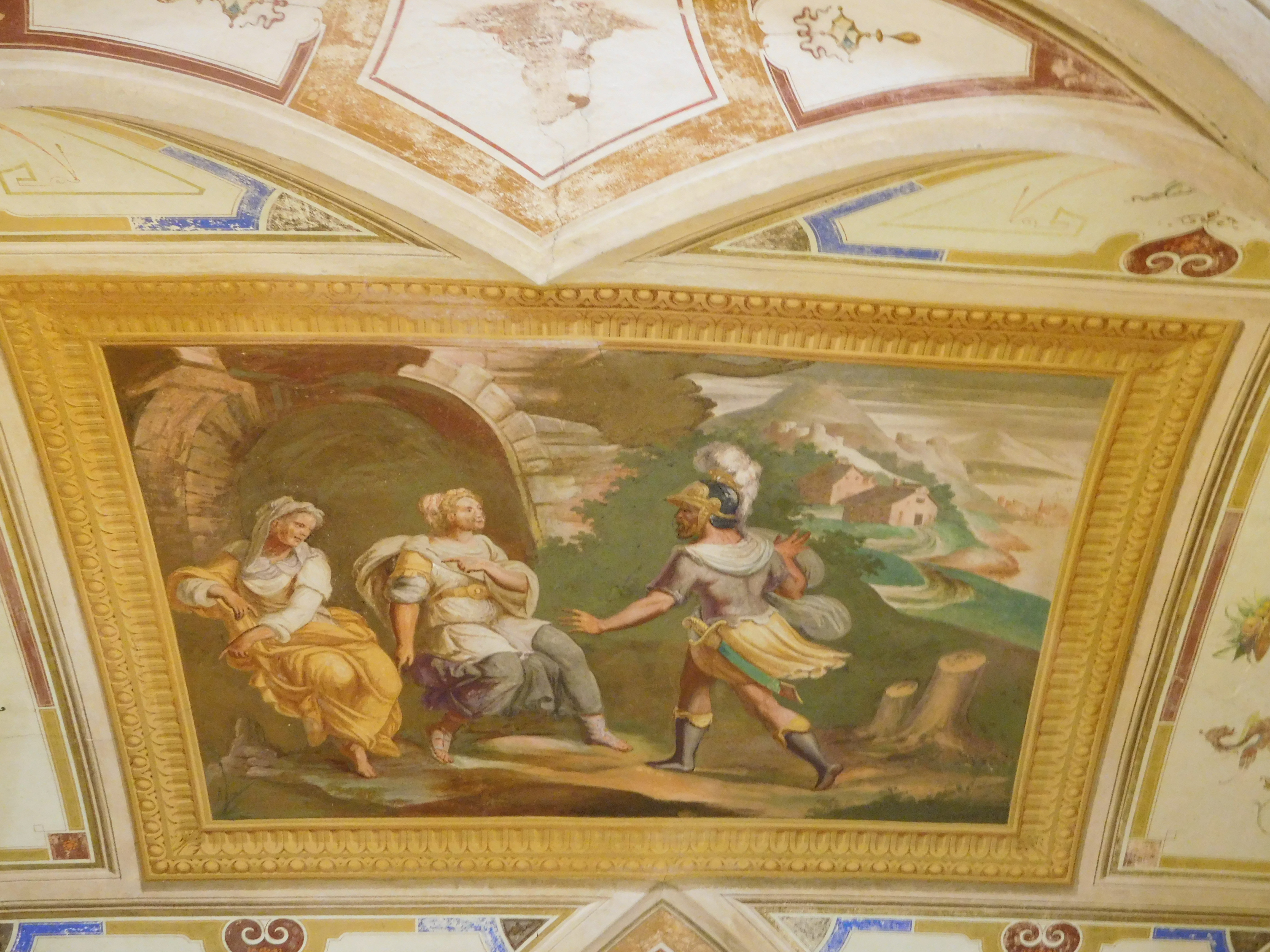